# Mort de Marilyn Monroe
 (octobre 2022).

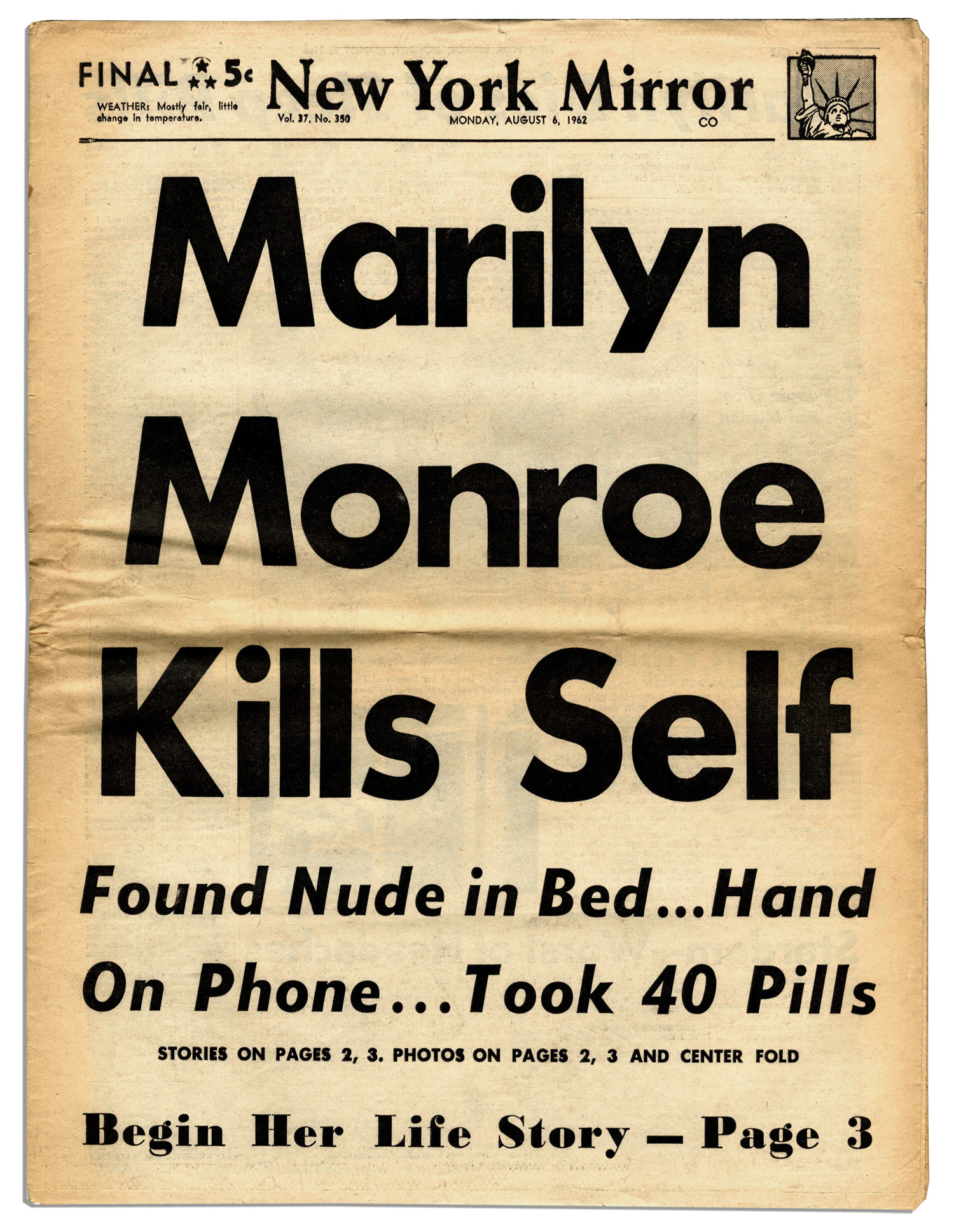
Première page du New York Mirror du 6 août 1962 annonçant le suicide de Marilyn Monroe.

La mort de Marilyn Monroe est due à d'une overdose de barbituriques tard dans la soirée du samedi 4 août 1962, à son domicile du 12305 Fifth Helena Drive à Los Angeles, en Californie. Elle avait 36 ans. Son corps est découvert avant l'aube du dimanche 5 août. Elle était l'une des stars hollywoodiennes les plus populaires dans les années 1950 et au début des années 1960, était considérée comme un sex-symbol majeur à l'époque et a été une actrice de premier plan pendant une décennie. Les films de Monroe avaient rapporté 200 millions au moment de sa mort.
Monroe avait des antécédents psychiatriques et souffrait de toxicomanie depuis plusieurs années. Elle n'avait pas terminé de film depuis Les Désaxés (The Misfits), sorti le 1er février 1961 ; le film a été une déception au box-office. Monroe avait passé 1961 préoccupée par ses divers problèmes de santé et, en avril 1962, avait commencé le tournage de Something's Got to Give pour la 20th Century Fox, mais le studio l'a renvoyée début juin. Le studio l'a publiquement blâmée pour les problèmes de production et, dans les semaines précédant sa mort, elle avait tenté de réparer son image publique en accordant plusieurs interviews à des publications de haut niveau. Monroe a également entamé des négociations avec Fox pour être réembauché pour Something's Got to Give et pour des rôles principaux dans d'autres productions.
Monroe a passé le dernier jour de sa vie, le 4 août, chez elle à Brentwood. Elle a été accompagnée à plusieurs reprises par la publiciste Patricia Newcomb, la gouvernante Eunice Murray, le photographe Lawrence Schiller et le psychiatre Ralph Greenson. À la demande de Greenson, Murray est resté toute la nuit pour tenir compagnie à Monroe. Vers 3 heures du matin le dimanche 5 août, elle a remarqué que Monroe s'était enfermée dans sa chambre et semblait insensible lorsqu'elle a regardé dans la chambre à travers une fenêtre. Murray a alerté Greenson, qui est arrivé peu après, est entré dans la pièce en brisant une fenêtre et a trouvé Monroe morte. Sa mort a été officiellement considérée comme un suicide probable par le bureau du coroner du comté de Los Angeles, sur la base d'antécédents d'overdose et d'être sujette à des sautes d'humeur et à des idées suicidaires. Aucune preuve d'acte criminel n'a été trouvée et une surdose accidentelle a été exclue en raison de la grande quantité de barbituriques qu'elle avait ingérée. Ses funérailles le 8 août, organisées par son ex-mari Joe DiMaggio, ont eu lieu au Westwood Village Memorial Park Cemetery, puis elle a été inhumée dans une crypte du Corridor of Memories.
Malgré les conclusions du coroner, plusieurs théories du complot suggérant un meurtre ou une surdose accidentelle ont été proposées depuis le milieu des années 1960. Beaucoup d'entre elles impliquent le président américain John F. Kennedy et son frère, Robert, ainsi que le dirigeant syndical Jimmy Hoffa et le chef de la mafia Sam Giancana. En raison de la prévalence de ces théories dans les médias, le bureau du procureur du comté de Los Angeles a examiné l'affaire en 1982, mais n'a trouvé aucune preuve à l'appui et n'a pas été en désaccord avec les conclusions de l'enquête initiale.

## Historique
Pendant plusieurs années, jusqu'au début des années 1960, Marilyn Monroe était dépendante des amphétamines, des barbituriques et de l'alcool, et elle souffrait de divers problèmes de santé mentale, notamment la dépression, l'anxiété, une faible estime de soi et l'insomnie chronique. Elle avait la réputation d'être difficile à travailler et elle retardait fréquemment les productions en étant en retard sur les plateaux de tournage en plus d'avoir du mal à se souvenir de ses répliques.
En 1960, ce comportement nuisait à sa carrière. Par exemple, bien qu'elle ait été le choix préféré de l'auteur Truman Capote pour jouer Holly Golightly dans Diamants sur canapé, l'adaptation cinématographique de Petit Déjeuner chez Tiffany, Paramount Pictures a refusé de la choisir par crainte qu'elle ne complique la production du film. Les deux films que Monroe a achevés dans les années 1960, Le Milliardaire (Let's Make Love, 1960) et Les Désaxés (The Misfits, 1961), ont été à la fois des échecs critiques et commerciaux. Pendant le tournage de ce dernier, elle avait dû passer une semaine en cure de désintoxication dans un hôpital. Son troisième mariage, avec l'auteur Arthur Miller, s'est également terminé par un divorce en janvier 1961.
Au lieu de travailler, Monroe a passé une grande partie de 1961 préoccupé par des problèmes de santé et n'a travaillé sur aucun nouveau projet de film. Elle a subi une intervention chirurgicale pour son endométriose et une cholécystectomie, et a passé quatre semaines en soins hospitaliers, dont un bref passage dans un service psychiatrique, pour dépression . Plus tard en 1961, elle est revenue à Los Angeles après six ans à Manhattan ; elle a acheté une maison de style hacienda espagnole au 12305 Fifth Helena Drive à Brentwood. Au début de 1962, elle a reçu un prix Golden Globe World Film Favorite et a commencé à tourner un nouveau film, Something's Got to Give, un remake de Mon épouse favorite (My Favorite Wife, 1940).
Quelques jours avant le début du tournage, Monroe a attrapé une sinusite ; le studio, 20th Century Fox, a été avisé de reporter la production, mais les conseils n'ont pas été suivis et le tournage a commencé comme prévu fin avril. Monroe était trop malade pour travailler pendant la majorité des six semaines suivantes, mais malgré les confirmations de plusieurs médecins, Fox a tenté de faire pression sur elle en alléguant publiquement qu'elle simulait ses symptômes. Le 19 mai, Monroe a pris une pause du tournage pour chanter Happy Birthday sur scène lors de la célébration de l'anniversaire du président américain John F. Kennedy au Madison Square Garden à New York dix jours avant son anniversaire réel.
Après le retour de Monroe à Los Angeles, elle a repris le tournage et a célébré son 36e anniversaire sur le plateau le 1er juin. Elle a de nouveau été absente pendant plusieurs jours, ce qui a conduit Fox à la licencier le 7 juin et à la poursuivre pour rupture de contrat, réclamant 750 000 $ de dommages et intérêts. Elle a été remplacée par Lee Remick, mais après que la co-star Dean Martin a refusé de faire le film avec quelqu'un d'autre que Monroe, Fox l'a également poursuivi en justice et a arrêté la production.
Fox a publiquement blâmé la toxicomanie de Monroe et son prétendu manque de professionnalisme pour la disparition du film, affirmant même qu'elle souffrait de troubles mentaux,. Pour contrer la publicité négative, Monroe a accordé des interviews à plusieurs publications de haut niveau, telles que Life, Cosmopolitan et Vogue, au cours des dernières semaines de sa vie. Après avoir renégocié avec succès son contrat avec Fox, le tournage avec Monroe devait reprendre en septembre sur Something's Got to Give, et elle a fait des plans pour jouer dans Madame Croque-maris (What a Way to Go!, 1964) ainsi qu'un biopic sur Jean Harlow.

## Chronologie
Monroe a passé le dernier jour de sa vie, le samedi 4 août 1962, dans sa maison de Brentwood. Dans la matinée, elle a rencontré le photographe Lawrence Schiller pour discuter de la possibilité que Playboy publie des photos nues prises d'elle sur le tournage de Something's Got to Give. Elle a également eu un massage de son massothérapeute personnel, a parlé avec des amis au téléphone et a signé pour des livraisons. À la maison ce matin-là, se trouvaient sa gouvernante, Eunice Murray, et sa publiciste Patricia Newcomb, qui y avaient passé la nuit. Selon Newcomb, ils se sont disputés parce que Monroe n'avait pas bien dormi la nuit précédente.

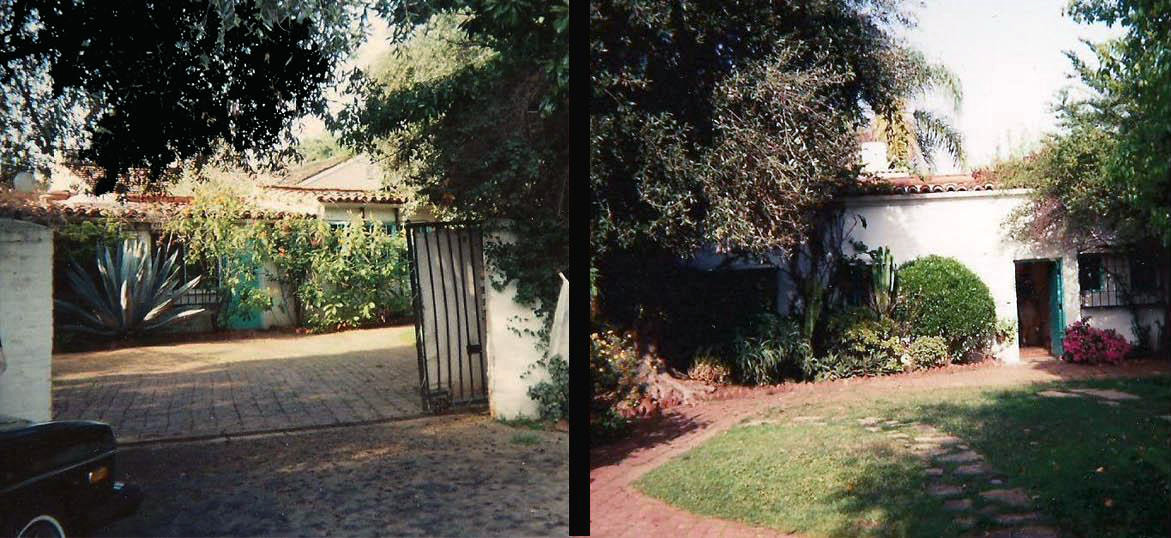
La maison de Monroe au 12305 Fifth Helena Drive à Los Angeles.

A 16 h 30 PDT, le psychiatre de Monroe, Ralph Greenson, est arrivé à la maison pour mener une séance de thérapie et a demandé à Newcomb de partir. Avant que Greenson ne parte vers 19 heures, il a demandé à Murray de passer la nuit et de tenir compagnie à Monroe. À approximativement 19–19 h 15, Monroe a reçu un appel de Joe DiMaggio Jr., avec qui elle était restée proche depuis son divorce d'avec son père, l'aîné Joe DiMaggio. DiMaggio a dit à Monroe qu'il avait rompu avec une petite amie qu'elle n'aimait pas, et il n'a rien détecté d'alarmant dans le comportement de Monroe. Vers 19 h 40-19 h 45, Monroe a téléphoné à Greenson pour lui annoncer la nouvelle de la rupture de DiMaggio et de sa petite amie.
Monroe s'est retirée dans sa chambre vers 20 h. Elle a reçu un appel de l'acteur Peter Lawford (marié à Patricia Kennedy, sœur de John F. Kennedy), qui espérait la persuader d'assister à sa fête ce soir-là. Lawford s'est alarmé parce que Monroe avait l'air d'être sous l'influence de la drogue. Elle lui a dit : « Dites au revoir à Pat, dites au revoir au président et dites au revoir à vous-même, parce que vous êtes un gars sympa », avant de s'endormir. Incapable d'atteindre Monroe, Lawford a appelé son agent Milton Ebbins, qui a tenté en vain d'atteindre Greenson et a appelé plus tard l'avocat de Monroe, Milton A. « Mickey » Rudin. Rudin a appelé la maison de Monroe et a été rassuré par Murray.
Vers 3 h 30, le dimanche 5 août, Murray s'est réveillée « en sentant que quelque chose n'allait pas » et a vu de la lumière sous la porte de la chambre de Monroe, mais elle n'a pas pu obtenir de réponse et a trouvé la porte verrouillée. Murray a téléphoné à Greenson, sur les conseils duquel elle a regardé à travers une fenêtre, et a vu Monroe allongée face contre terre sur son lit, couverte d'un drap et tenant un combiné téléphonique. Greenson est arrivé peu de temps après. Il est entré dans la pièce en brisant une fenêtre et a trouvé Monroe morte. Il a appelé son médecin, Hyman Engelberg, qui est arrivé à la maison vers 3 h 50 suis et a officiellement confirmé le décès. À 4 h 25 du matin, ils ont informé le département de police de Los Angeles (LAPD).

## Enquête et examen de 1982
Le coroner adjoint Thomas Noguchi a procédé à l'autopsie de Monroe le jour même où elle a été retrouvée morte, le dimanche 5 août. Le bureau du coroner du comté de Los Angeles a été assisté dans l'enquête par les psychiatres Norman Farberow, Robert Litman et Norman Tabachnik du Los Angeles Suicide Prevention Center, qui ont interrogé les médecins et psychiatres de Monroe sur son état mental. Sur la base de l'état avancé de rigor mortis au moment de la découverte de son corps, on a estimé qu'elle était décédée entre 20 h 30 et 22 h 30 le 4 août.
L'analyse toxicologique a conclu que la cause du décès était une intoxication aiguë aux barbituriques ; elle avait 8 mg% (mg/dl) d'hydrate de chloral et 4,5 mg% de pentobarbital (Nembutal) dans son sang et 22 mg% de pentobarbital dans son foie. La police a trouvé des bouteilles vides de ces médicaments à côté de son lit. Il n'y avait aucun signe de blessures externes ou d'ecchymoses sur le corps.
Les conclusions de l'enquête ont été publiées le 17 août ; Le coroner en chef Theodore Curphey a qualifié la mort de Monroe de « suicide probable ». La possibilité d'un surdosage accidentel a été écartée parce que les doses trouvées dans son corps dépassaient plusieurs fois la limite létale et avaient été prises « en une gorgée ou en quelques gorgées pendant environ une minute ». Au moment de sa mort, Monroe aurait été dans une « humeur dépressive », et avait été « négligée » et peu soucieuse de son apparence. Aucune note de suicide n'a été trouvée, mais Litman a déclaré que ce n'était pas inhabituel, car les statistiques montrent que moins de quarante pour cent des victimes de suicide laissent des notes. Dans leur rapport final, Farberow, Litman et Tabachnik ont déclaré : 
Dans les années 1970, des affirmations ont été émises selon lesquelles la mort de Monroe était un meurtre et non un suicide. En raison de ces affirmations, le procureur du district du comté de Los Angeles, John Van de Kamp, a chargé son collègue Ronald H. « Mike » Carroll de mener une « enquête de seuil » en 1982 pour voir si une enquête criminelle devait être ouverte,. Carroll a travaillé avec Alan B. Tomich, un enquêteur du bureau du procureur de district, pendant plus de trois mois sur une enquête qui a abouti à un rapport de trente pages. Ils n'ont trouvé aucune preuve crédible pour étayer la théorie selon laquelle Monroe a été assassinée,,.
En 1983, Noguchi a publié ses mémoires, dans lesquelles il a discuté du cas de Monroe et des allégations de divergences dans l'autopsie et la décision de suicide du coroner. Celles-ci comprenaient les affirmations selon lesquelles Monroe n'aurait pas pu ingérer les pilules parce que son estomac était vide ; que les capsules de Nembutal auraient dû laisser des résidus jaunes ; qu'on lui a peut-être administré un lavement ; et que l'autopsie n'a noté aucune marque d'aiguille malgré le fait qu'elle recevait régulièrement des injections de ses médecins. Noguchi a expliqué que l'hémorragie de la muqueuse de l'estomac indiquait que le médicament avait été administré par voie orale et que, parce que Monroe était toxicomane depuis plusieurs années, les pilules auraient été absorbées plus rapidement que dans le cas des non-toxicomanes. Noguchi a également nié que le Nembutal laisse des résidus de teinture. Il a noté que seules des marques d'aiguilles très récentes sont visibles sur un corps et que la seule ecchymose qu'il a notée sur le corps de Monroe, dans le bas de son dos, était superficielle et que son emplacement indiquait qu'elle était accidentelle et non liée à un acte criminel. Noguchi a finalement conclu que sur la base de ses observations, la conclusion la plus probable est que Monroe s'est suicidée.

## Réactions du public et funérailles

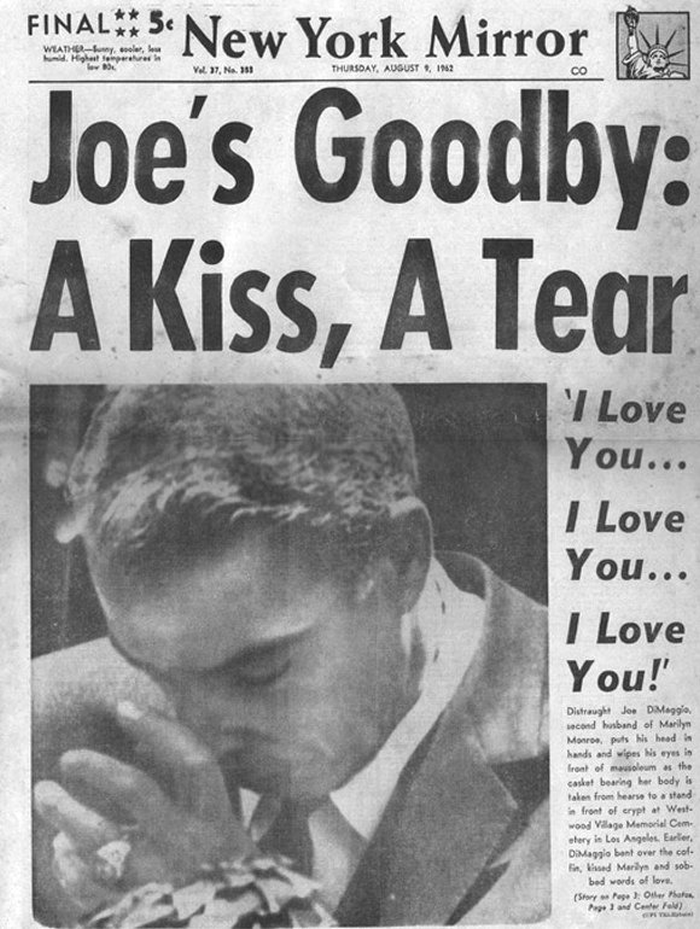
L'ancien mari de Monroe, Joe DiMaggio, en deuil lors de ses funérailles. Première page du New York Daily Mirror, 9 août 1962.

La mort inattendue de Monroe a fait la une des journaux aux États-Unis et en Europe. Selon la biographe Lois Banner  : « On dit que le taux de suicide à Los Angeles a doublé le mois après sa mort ; le taux de circulation de la plupart des journaux a augmenté ce mois-là. »
Le Chicago Tribune a rapporté qu'ils avaient reçu des centaines d'appels téléphoniques de membres du public demandant des informations sur sa mort. L'artiste français Jean Cocteau a déclaré que sa mort « devrait servir de terrible leçon à tous ceux dont l'occupation principale consiste à espionner et à tourmenter les stars de cinéma. ». Son ancien partenaire Laurence Olivier la considérait comme « la victime complète du bal et de la sensation », et le directeur de l'Arrêt de bus, Joshua Logan, a déclaré qu'elle était « l'une des personnes les moins appréciées au monde ».
Les funérailles de Monroe ont lieu le 8 août au cimetière Westwood Village Memorial Park, où ses parents adoptifs Ana Lower et Grace McKee Goddard avaient été enterrés. Le service est organisé par son ex-mari Joe DiMaggio, sa demi-sœur Berniece Baker Miracle et sa directrice commerciale Inez Melson, qui ont décidé de n'inviter qu'une trentaine de membres de sa famille et amis les plus proches, à l'exclusion de la plupart des professionnels d'Hollywood. La police était présente pour éloigner la presse et contrôler les quelques centaines de spectateurs qui se pressent dans les rues autour du cimetière.